# 三條崙海清宮
23°39′26″N 120°09′12″E / 23.657133°N 120.153405°E
三條崙海清宮，原稱海清宮森羅殿，是位於臺灣雲林縣四湖鄉崙北村的包公廟，被視為臺灣供奉包公的祖廟，同時也是五股開台尊王長房股境內的公廟。

## 沿革

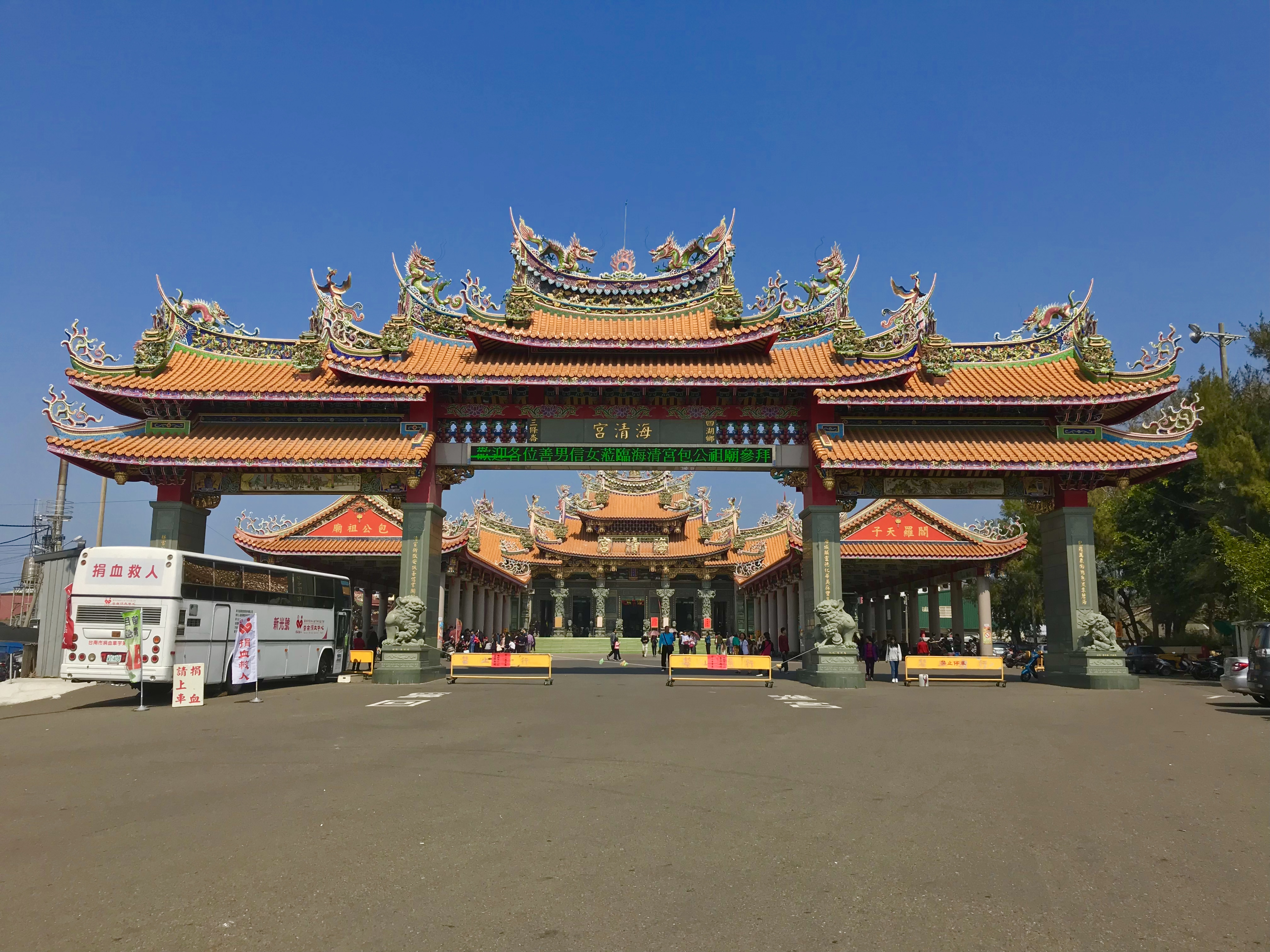
牌樓

建廟傳說是乾隆三年（1738年），村民吳稽夢見一黑髯老人，手持金杖從天而降，指農曆七月十日會有神明降臨該村西南海域上，要村民前往接駕。吳稽與村民隔日依約前往，申時見岸上有一舢舨。
有大塊神旨牌，上橫刻『森羅殿』，中刻『閻羅天子』，神像乙尊，身佩紅布，書其來歷曰『安徽省包家莊包家祠』，神尊上掛附香火，楷書『福德正神』，因此建包公廟奉祀。

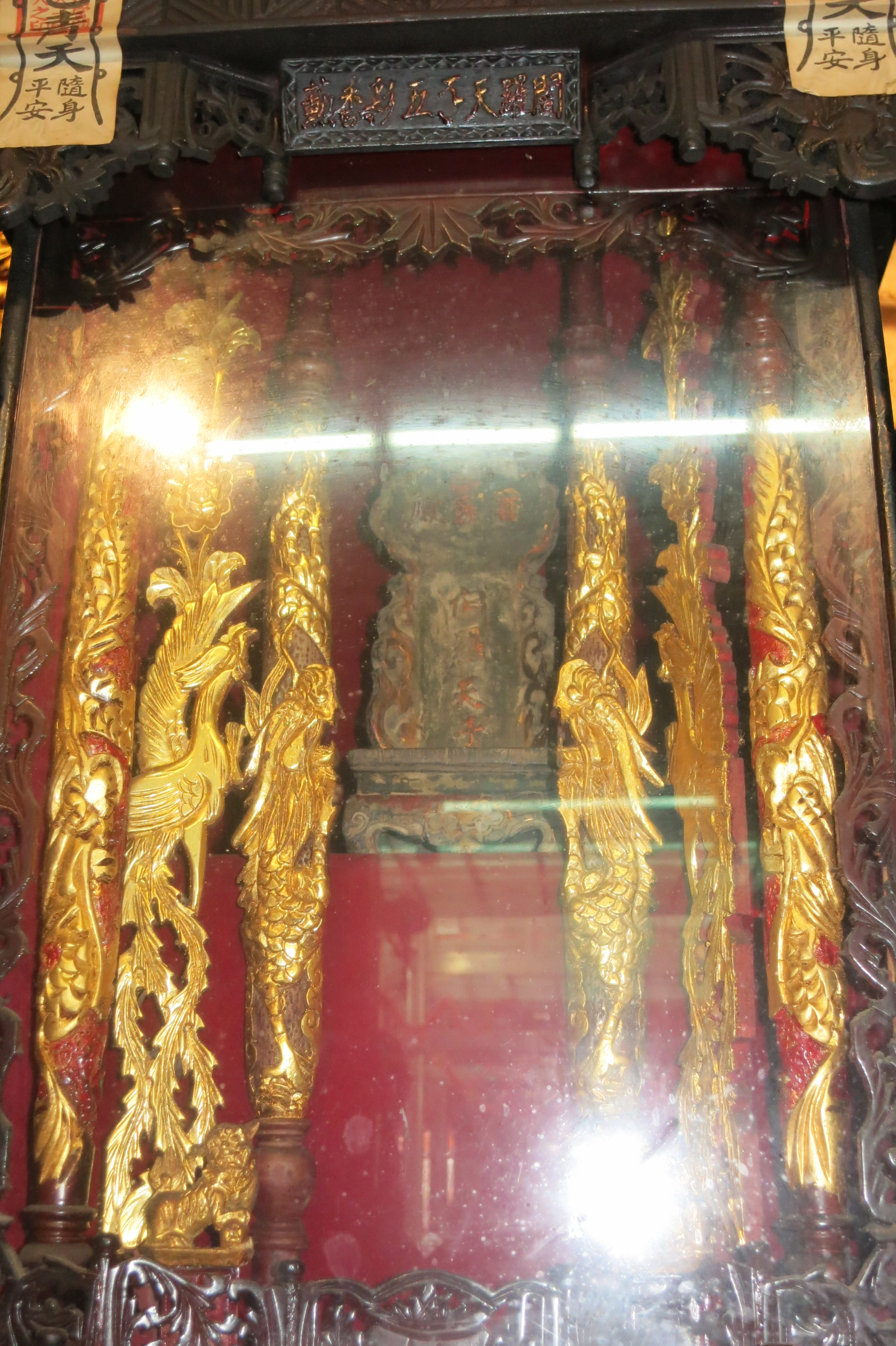
三條崙海清宮 開基 閻羅天子神旨牌

海清宮管理委員會副主委吳投表示此廟是由泉州移民於1738年創建，定名「海清宮森羅殿」，被視為臺灣供奉包公的祖廟，1899年更名為現名。
據廟誌記載，1940年皇民化運動毀廟除神，神牌及神像避入民宅奉祀。1944年美軍盟機轟炸，重建簡易竹廟奉祀，祈庇佑庄民。1945年第二次世界大戰結束，於1955年 (民44)	重建完成前殿。
今址為崙北村海清路93號。1965年修廟貌，1972間美化廟庭闢建海清公園，同年建鐘鼓大樓，再完成福德正神廟及金爐等重建。1981年12月廟方興建育樂活動中心，廣場佔地五公頃，後庭十公頃，可容三百多輛遊覽車、香客萬人。
1993年起殿前擴建工程，寺廟結構以傳統青斗石與木構為主，依古式楯工法，為雕刻這些木料，還在廟旁施設大型倉庫與工場，供雕刻人員使用。新建的大殿挑高約七、八層樓高，以花梨木所造點金柱，廟宇呈現台南、北港匠師的手藝。為防止日後地層下陷破壞廟宇，特別設計可昇式地基，結構由下而上分別為地基、上下樑區以及廟宇本體區三部分，日後若地層下陷，需要提高時即可由上下樑區空間橫插鋼條，用昇高機即可將佔地八百坪的廟身整座提起，填高基座後再放回。此次擴建，三川殿擴建為五門殿，立面為重簷垂形高二十四公尺。2000年6月3日舉行上梁，置於高廿四公尺的屋頂處。該梁長約三台丈，直徑兩台尺多，以紅漆為底，外觀雕龍，正中刻八卦。
2009年農曆十月初八日子時安座，同時舉辦海清宮立廟272年首次醮典『2009己丑年三條崙海清宮閰羅天子包公祖廟擴建森羅殿慶成入火安座大典啟建祈安護國禮斗五朝清醮』。
2014年，安徽省贈與廟方一尊真人比例相同的包公銅像，由省委書記張寶順率經貿團到訪。揭幕5月10日當天，前監察院長陳履安、海清宮主委蘇金志、前立委張麗善等人出席。

## 奉祀神祇
正殿：主祀閻羅天子，配祀道士公公孫策、文判官康子典、武判官龐元志，龕下奉有虎爺、前桌供有中壇元帥。
左廂：奉祀福德正神
右廂：奉祀註生娘娘
後殿一樓：主祀地藏王菩薩，配祀五嶽大帝以及韋馱伽藍兩護法。
後殿二樓：主祀觀世音菩薩與善財龍女，配祀九天玄女、華山聖母，隸祀十八羅漢與城隍尊神、山神土地。
後殿左方有福德廟，供奉統境尊神，配祀當地無祠廟供奉的陰祠神祇，福德廟現已拆除遷建正殿左方，於2017年3月19日安座入火。

## 軼聞
司法人員會來此祭拜。嘉義縣朴子市朴子派出所的警員每逢農歷七月十日祭祀日，會組團來此進香，原因是派出所收容一尊包公像，被警員認為破案靈驗。
雲林縣政府勞工局專員蔡春風因被徐維嶽起訴，曾對此廟求籤。後來查出是檢舉人聯合有交情的徐維嶽故意陷害。蔡春風無罪定讞後，在訪問時激動拿出籤詩說包公靈驗、老天有眼。
桃園龍德宮四媽祖，自2017年興建新廟以來，收到許多謠言、時常被抹黑，為此宮主帶領團隊到海清宮立誓自清，希望聖業不被破壞。
中國中央電視台紀錄頻道 CCTV-9，於2016年5月25日至27日上映的三集紀錄片《千年包公》，第二集《鐵面無私》在介紹包拯神格化時，有特別到三條崙海清宮取景，由主委蘇金志接受採訪。

## 周圍
該廟近三條崙海水浴場。附近的箔子寮防風林則是台西海防部隊榮民所居。1975年2月1日時任行政院長的蔣經國在巡視三條崙海清宮等地時，遇到一位四川籍、在當地養豬維生的退伍軍人余亮清。在2017年報導時，該地只剩郭誠這名榮民。

## 外部連結
- 三條崙海清宮的Facebook專頁
- 官方网站